# Покровское (Инальцинское сельское поселение)
Покровское — село в Борисоглебском районе Ярославской области, входит в состав Инальцинского сельского поселения.

## География
Расположено в 7 км на юг от центра поселения деревни Инальцино и в 17 км на юго-запад от райцентра посёлка Борисоглебский.

## История
Сельская пятиглавая церковь с колокольней сооружена на средства прихожан при участии помещиц села Покровского госпожи Жеребцовой и деревни Брюхачева госпожи Чертковой в 1834 году. До тех пор церковь была деревянная.
В конце XIX — начале XX село входило в состав Березниковской волости Ростовского уезда Ярославской губернии. В 1885 году в селе было 50 дворов.
С 1929 года село являлось центром Покровского сельсовета Борисоглебского района, с 1935 по 1959 год — в составе Петровского района, с 2005 года — в составе Инальцинского сельского поселения.

## Население
| 1859 | 2007 | 2010 |
| ---- | ---- | ---- |
| 322  | ↘100 | ↘95  |

### Известные жители
- Варганов, Алексей Дмитриевич (1905—1977) — искусствовед, Заслуженный деятель искусств РСФСР (1957).

## Достопримечательности
В селе расположена недействующая Церковь Покрова Пресвятой Богородицы (1834).